# Сен-Бернар (Верхний Рейн)
Сен-Бернар (фр. Saint-Bernard) — коммуна на северо-востоке Франции в регионе Гранд-Эст (бывший Эльзас — Шампань — Арденны — Лотарингия), департамент Верхний Рейн, округ Альткирш, кантон Альткирш.
Площадь коммуны — 6,04 км², население — 462 человека (2006) с тенденцией к росту: 531 человек (2012), плотность населения — 87,9 чел/км².

## Население
Численность населения коммуны в 2011 году составляла 523 человека, а в 2012 году — 531 человек.
| 1962 | 1968 | 1975 | 1982 | 1990 | 1999 | 2006 | 2011 | 2012 |
| ---- | ---- | ---- | ---- | ---- | ---- | ---- | ---- | ---- |
| 168  | 163  | 319  | 361  | 382  | 472  | 462  | 523  | 531  |

Динамика населения:

## Экономика
В 2010 году из 327 человек трудоспособного возраста (от 15 до 64 лет) 256 были экономически активными, 71 — неактивными (показатель активности 78,3 %, в 1999 году — 72,4 %). Из 256 активных трудоспособных жителей работали 234 человека (125 мужчин и 109 женщин), 22 числились безработными (12 мужчин и 10 женщин). Среди 71 трудоспособных неактивных граждан 24 были учениками либо студентами, 29 — пенсионерами, а ещё 18 — были неактивны в силу других причин.
На протяжении 2011 года в коммуне числилось 198 облагаемых налогом домохозяйств, в которых проживало 521,5 человек. При этом медиана доходов составила 22811 евро на одного налогоплательщика.

## Достопримечательности (фотогалерея)

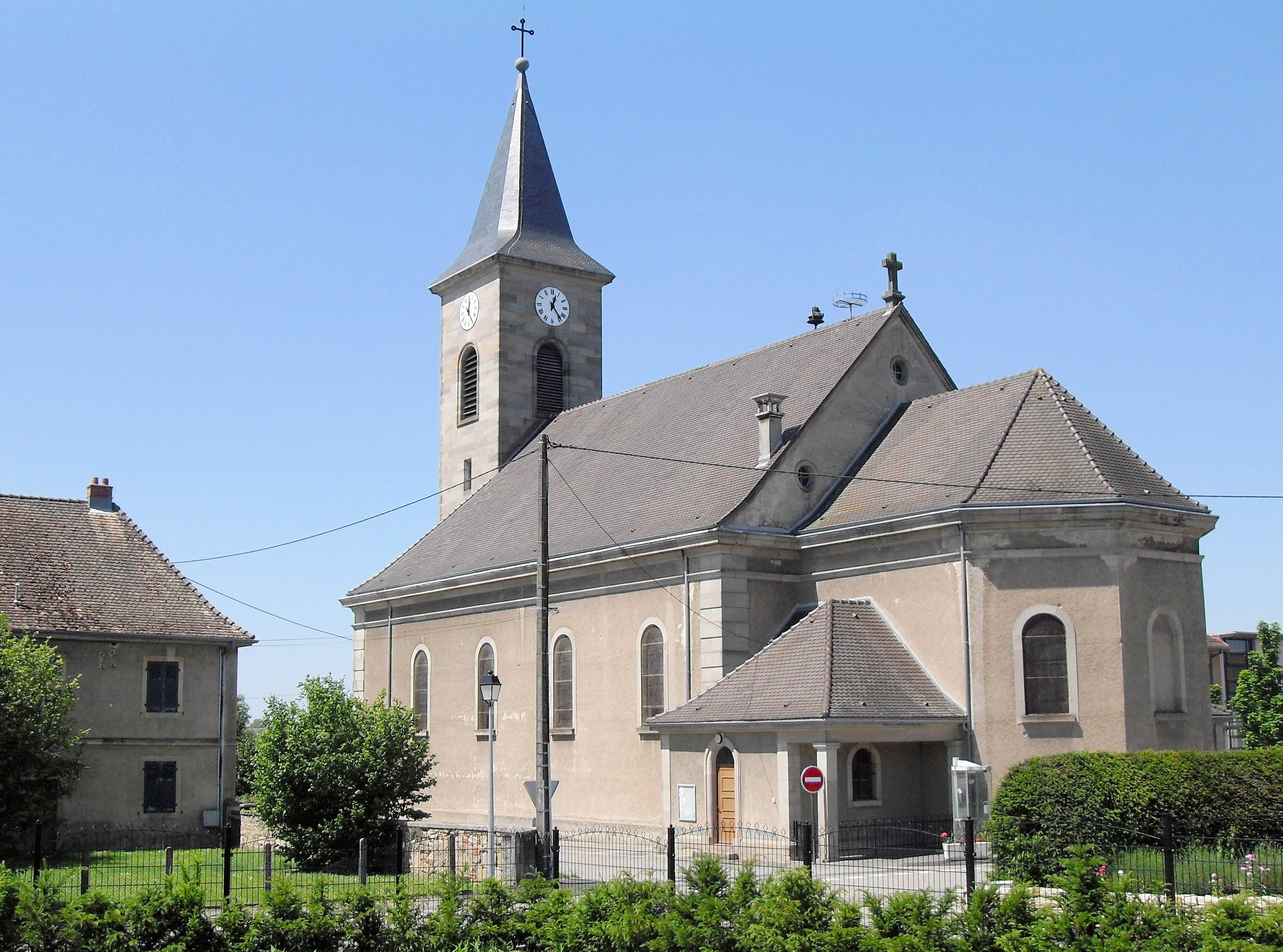
Церковь Сен-Бернар